# 14617 Lasvergnas
14617 Lasvergnas este un asteroid din centura principală de asteroizi.

## Descriere
14617 Lasvergnas este un asteroid din centura principală de asteroizi. A fost descoperit pe 21 octombrie 1998 la Caussols, în cadrul proiectului ODAS. Asteroidul prezintă o orbită caracterizată de o semiaxă mare de 2,88 ua, o excentricitate de 0,17 și o înclinație de 12,1° în raport cu ecliptica.